# Only Built 4 Cuban Linx… Pt. II
Only Built 4 Cuban Linx… Pt. II ist das vierte Soloalbum des Wu-Tang-Clan-Mitglieds Raekwon. Es wurde am 11. September 2009 vom Musiklabel EMI als Sequel von Raekwons Debütalbum Only Built 4 Cuban Linx… (1995) veröffentlicht.

## Entstehung
Die Idee, eine Fortsetzung von Only Built 4 Cuban Linx… aufzunehmen, existierte seit 1997; zurückzuführen ist sie auf die positive Resonanz der Fans auf das Album. 2005 wurde Only Built 4 Cuban Linx… Pt. II erstmals öffentlich angekündigt, als Executive Producer sollte Busta Rhymes fungieren. 2006 verkündete Raekwon, das Album solle auf Dr. Dres Label Aftermath Entertainment veröffentlicht und hauptsächlich von Dr. Dre produziert werden. Eine Einigung mit Aftermath kam schließlich aber nicht zustande, Dr. Dre produzierte lediglich zwei Stücke für das Album. Die ursprünglich für 2007 verkündete Erscheinung sollte dann im März 2009 erfolgen, nach weiteren Verschiebungen auf August und September erschien das Werk schließlich im November 2009.

## Gastbeiträge
Bis auf U-God und Ol’ Dirty Bastard ist jedes Mitglied des Clan auf dem Album vertreten; besonders Ghostface Killah ist mit acht Beiträgen wie bereits auf Only Built 4 Cuban Linx… stark repräsentiert, zudem ist er erneut auf dem Albumcover zu sehen. Neben den Rappern aus dem Umfeld des Wu-Tang Clan sind zudem Busta Rhymes, Jadakiss, Styles P., Beanie Sigel, Slick Rick und Lyfe Jennings auf Only Built 4 Cuban Linx… Pt. II zu hören.

## Stil
Musikalisch beruhen die meisten Stücke auf Only Built 4 Cuban Linx… Pt. II auf Samples aus Soulstücken und alten Filmen, vornehmlich aus dem Martial-Arts-Genre. Trotz lediglich drei Produktionen von RZA ist es damit an den Klang der Mitte der 1990er erschienenen Wu-Tang-Alben angelehnt. Diese Orientierung wurde von den Produzenten bewusst gewählt.
Die Raps sind oftmals im Stil des Storytellings gehalten, durchgängiges Thema ist neben der Glorifizierung des Wu-Tang Clan das Leben in New York aus der Sicht eines Mafiabosses, womit sich das Album nicht nur soundästhetisch, sondern auch inhaltlich an Only Built 4 Cuban Linx… orientiert. Dabei werden viele aus dem Hip-Hop-Jargon stammende Begriffe verwendet. Ason Jones ist eine Hommage an das 2004 verstorbene Wu-Tang-Mitglied Ol’ Dirty Bastard.

## Titelliste
| #  | Titel                    | Produzent(en)        | Interpreten                                                | Länge |
| -- | ------------------------ | -------------------- | ---------------------------------------------------------- | ----- |
| 1  | Return of the North Star | BT                   | Popa Wu                                                    | 2:39  |
| 2  | House of Flying Daggers  | J Dilla              | Inspectah Deck, GZA, Raekwon, Ghostface Killah, Method Man | 3:51  |
| 3  | Sonny’s Missing          | Pete Rock            | Raekwon                                                    | 2:28  |
| 4  | Pyrex Vision             | Marley Marl          | Raekwon                                                    | 0:54  |
| 5  | Cold Outside             | Icewater Productions | Suga Bang Bang, Raekwon, Ghostface Killah                  | 4:40  |
| 6  | Black Mozart             | RZA                  | Raekwon, RZA, Tash Mahogany, Inspectah Deck                | 3:24  |
| 7  | Gihad                    | Necro                | Raekwon, Ghostface Killah                                  | 2:57  |
| 8  | New Wu                   | RZA                  | Method Man, Raekwon, Ghostface Killah                      | 3:50  |
| 9  | Penitentiary             | BT                   | Raekwon, Ghostface Killah                                  | 2:35  |
| 10 | Baggin Crack             | Erick Sermon         | Raekwon                                                    | 1:58  |
| 11 | Surgical Gloves          | The Alchemist        | Raekwon                                                    | 3:24  |
| 12 | Broken Safety            | Scram Jones          | Jadakiss, Raekwon, Styles P.                               | 2:45  |
| 13 | Canal Street             | Icewater Productions | Raekwon                                                    | 3:37  |
| 14 | Ason Jones               | J Dilla              | Raekwon                                                    | 3:06  |
| 15 | Have Mercy               | Icewater Productions | Beanie Sigel, Blue Raspberry, Raekwon                      | 3:51  |
| 16 | 10 Bricks                | J Dilla              | Raekwon, Cappadonna, Ghostface Killah                      | 3:16  |
| 17 | Fat Lady Sings           | RZA                  | Raekwon                                                    | 2:17  |
| 18 | Catalina                 | Dr. Dre, Mark Batson | Raekwon, Lyfe Jennings                                     | 3:28  |
| 19 | We Will Rob You          | Allah Justice        | Slick Rick, Raekwon, GZA, Masta Killa                      | 3:15  |
| 20 | About Me                 | Dr. Dre, Mark Batson | Raekwon, Busta Rhymes                                      | 3:59  |
| 21 | Mean Streets             | Allah Mathematics    | Raekwon, Suga Bang Bang, Inspectah Deck, Ghostface Killah  | 4:29  |
| 22 | Kiss the Ring            | Scram Jones          | Inspectah Deck, Raekwon, Masta Killa                       | 4:09  |
| 23 | Walk Wit Me              | Scram Jones          | Raekwon                                                    | 4:18  |
| 24 | The Badlands             | BT                   | Ghostface Killah, Raekwon                                  | 2:30  |

## Rezeption

### Chartplatzierungen
Only Built 4 Cuban Linx… Pt. II war vor allem in den Vereinigten Staaten erfolgreich; dort verkaufte es sich in der ersten Woche 68.000 Mal und stieg auf Platz 4 der Billboard 200 ein.
Daneben konnte Only Built 4 Cuban Linx… Pt. II sich in den britischen und den französischen Charts (Platz 140) platzieren.

### Kritiken
Only Built 4 Cuban Linx… Pt. II erhielt fast durchgängig positive Kritiken und wird als Raekwons bestes Album seit seinem Debüt angesehen. Der auf 18 Kritiken beruhende Metascore des Albums liegt bei 88 %.
Die deutsche Hip-Hop-Zeitschrift Juice kürte das Album mit einer Bewertung von 5,5 von sechs möglichen Punkten zum „Album des Monats“. Hervorgehoben wurden insbesondere die Stücke Ason Jones, Black Mozart und Kiss the Ring.
Das E-Zine laut.de bewertete Only Built 4 Cuban Linx… Pt. II mit vier von fünf Punkten und kritisierte es überschwänglich. Als besonders gelungen wurde neben den Darbietungen der beteiligten Rapper die Musikproduktionen – vor allem von RZA und J Dilla – bezeichnet.

### Bestenlisten
Die Hip-Hop-Redaktion von laut.de erstellte Ende 2009 eine Liste der zwanzig besten Hip-Hop-Stücke des Vorjahres. Dabei wurde der Titel New Wu von Raekwon, Method Man und Ghostface Killah auf Platz drei gewählt. Zudem wurde Only Built 4 Cuban Linx… Pt. II als das beste Album des Jahres ausgezeichnet. Die Juice wählte es ebenfalls auf Platz eins der besten internationalen Alben 2009.